# Yoko Higashi
Yoko Higashi –en japonés: 東陽子, Higashi Yoko– es una deportista japonesa que compitió en lucha libre. Ganó una medalla de bronce en el Campeonato Mundial de Lucha de 1991, en la categoría de 50 kg.

## Palmarés internacional
| Campeonato Mundial | Campeonato Mundial | Campeonato Mundial | Campeonato Mundial |
| Año                | Lugar              | Medalla            | Categoría          |
| ------------------ | ------------------ | ------------------ | ------------------ |
| 1991               | Tokio (Japón)      | Medalla de bronce  | 50 kg              |